# Credaro
Credaro (lombardul: Credér) település Olaszországban, Lombardia régióban, Bergamo megyében. Lakosainak száma 3511 fő (2023. január 1.). Credaro Zandobbio, Castelli Calepio, Gandosso, Trescore Balneario, Villongo, Capriolo és Paratico községekkel határos.

## Népesség
A település lakossága az elmúlt években az alábbi módon változott:
| Lakosok száma | 3518 | 3517 | 3511 |
|               | 2017 | 2018 | 2023 |